# متیسون لانگ
متیسون لانگ (انگلیسی: Matheson Lang؛ ۱۵ مهٔ ۱۸۷۹ – ۱۱ آوریل ۱۹۴۸) یک هنرپیشه اهل کانادا بود.
از فیلم‌ها یا برنامه‌های تلویزیونی که وی در آن نقش داشته است می‌توان به یهودی سرگردان، کارناوال، کارناوال، گای فاکس، تاجر ونیزی اشاره کرد.